# Özgür Güneş
Özgür Güneş es un deportista alemán que compitió en taekwondo. Ganó una medalla de plata en el Campeonato Europeo de Taekwondo de 1998 en la categoría de –67 kg.

## Palmarés internacional
| Campeonato Europeo | Campeonato Europeo       | Campeonato Europeo | Campeonato Europeo |
| Año                | Lugar                    | Medalla            | Categoría          |
| ------------------ | ------------------------ | ------------------ | ------------------ |
| 1998               | Eindhoven (Países Bajos) | Medalla de plata   | –67 kg             |